# 노도사우루스
노도사우루스(Nodosaurus)는 백악기 후기, 북아메리카에서 서식한 초식공룡이다. 단단한 갑옷 덕분에 육식공룡의 공격을 막아 낼 수 있었다.